# Sycantha longstaffi
Sycantha longstaffi är en svampdjursart som först beskrevs av Jenkin 1908.  Sycantha longstaffi ingår i släktet Sycantha och familjen Sycanthidae. Inga underarter finns listade i Catalogue of Life.